# Caromya lutea
Caromya lutea är en tvåvingeart som först beskrevs av Townsend 1927.  Caromya lutea ingår i släktet Caromya och familjen parasitflugor. Inga underarter finns listade.